# (19183) Amati
(19183) Amati (1991 TB5) – planetoida z pasa głównego asteroid okrążająca Słońce w ciągu 4,35 lat w średniej odległości 2,66 j.a. Odkryta 5 października 1991 roku.